# 佐伯敏光
佐伯 敏光（さいき としみつ、1964年9月22日 - ）は、山形放送（YBC）の元アナウンサー。

## 来歴・人物
千葉県木更津市出身。明治学院大学卒業後、1988年YBC入社。『ズームイン!!朝!』の山形担当キャスターを先輩の芳賀道也から引き継ぎ2代目に就任、「巨漢リポーター」として親しまれた。当局ではローカル番組を担当。
ハイトーンボイスで、ラジオCMなどでその特異な声を駆使し、テレビCMでは人間以外の役もこなしている。
当局のマスコットキャラクター「ぷにゅん」の名付け親として知られている。
2019年をもって、山形放送を退社。

## 過去の担当番組
テレビ
- ズームイン!!朝!
- ピヨ卵ワイド430
- ぷち★ブレイク
- やまがたサンデー5

ラジオ
- YBCハッピーロード
- グッとモーニン!!
- YBCイブニング・スコープ
- ゲツキンラジオ ぱんぱかぱーん（水曜担当）
- ウィークエンドスクランブル
- スポーツ中継